# Elophila nigralbalis
Elophila nigralbalis is een vlinder uit de familie van de grasmotten (Crambidae), uit de onderfamilie van de Acentropinae. De wetenschappelijke naam van deze soort is voor het eerst gepubliceerd in 1925 door Aristide Caradja.

## Verspreiding
De soort komt voor in China, Thailand, Vietnam en Japan.

## Waardplanten
- Azolla imbricate
- Salvinia natans
- Marsilea quadrifolia